# Vivières
Vivières és un municipi francès situat al departament de l'Aisne i a la regió dels Alts de França. L'any 2007 tenia 393 habitants.

## Demografia

### Població
El 2007 la població de fet de Vivières era de 393 persones. Hi havia 140 famílies de les quals 36 eren unipersonals (8 homes vivint sols i 28 dones vivint soles), 36 parelles sense fills, 64 parelles amb fills i 4 famílies monoparentals amb fills.
La població ha evolucionat segons el següent gràfic:
Habitants censats

### Habitatges
El 2007 hi havia 194 habitatges, 146 eren l'habitatge principal de la família, 35 eren segones residències i 13 estaven desocupats. 188 eren cases i 6 eren apartaments. Dels 146 habitatges principals, 115 estaven ocupats pels seus propietaris, 27 estaven llogats i ocupats pels llogaters i 4 estaven cedits a títol gratuït; 6 tenien dues cambres, 24 en tenien tres, 29 en tenien quatre i 87 en tenien cinc o més. 98 habitatges disposaven pel capbaix d'una plaça de pàrquing. A 56 habitatges hi havia un automòbil i a 73 n'hi havia dos o més.

### Piràmide de població
La piràmide de població per edats i sexe el 2009 era:
| Homes | Edats   | Dones |
| ----- | ------- | ----- |
| 0     | 95 o +  | 0     |
| 0     | 90 a 94 | 0     |
| 0     | 85 a 89 | 4     |
| 8     | 80 a 84 | 4     |
| 0     | 75 a 79 | 8     |
| 0     | 70 a 74 | 0     |
| 12    | 65 a 69 | 0     |
| 12    | 60 a 64 | 20    |
| 4     | 55 a 59 | 4     |
| 12    | 50 a 54 | 16    |
| 8     | 45 a 49 | 8     |
| 20    | 40 a 44 | 16    |
| 24    | 35 a 39 | 28    |
| 16    | 30 a 34 | 16    |
| 8     | 25 a 29 | 8     |
| 0     | 20 a 24 | 4     |
| 20    | 15 a 19 | 12    |
| 36    | 10 a 14 | 16    |
| 32    | 5 a 9   | 20    |
| 8     | 0 a 4   | 16    |

## Economia
El 2007 la població en edat de treballar era de 250 persones, 183 eren actives i 67 eren inactives. De les 183 persones actives 166 estaven ocupades (95 homes i 71 dones) i 17 estaven aturades (9 homes i 8 dones). De les 67 persones inactives 7 estaven jubilades, 29 estaven estudiant i 31 estaven classificades com a «altres inactius».

### Ingressos
El 2009 a Vivières hi havia 139 unitats fiscals que integraven 399 persones, la mediana anual d'ingressos fiscals per persona era de 19.636 €.

### Activitats econòmiques
Dels 9 establiments que hi havia el 2007, 1 era d'una empresa extractiva, 2 d'empreses de construcció, 3 d'empreses de comerç i reparació d'automòbils, 1 d'una empresa immobiliària, 1 d'una empresa de serveis i 1 d'una entitat de l'administració pública.
L'únic servei als particulars que hi havia el 2009 era un paleta.
L'any 2000 a Vivières hi havia 4 explotacions agrícoles que ocupaven un total de 836 hectàrees.

## Equipaments sanitaris i escolars
El 2009 hi havia una escola elemental integrada dins d'un grup escolar amb les comunes properes formant una escola dispersa.

## Poblacions més properes
El següent diagrama mostra les poblacions més properes.